# Alsórajk
Alsórajk is een plaats (község) en gemeente in het Hongaarse comitaat Zala. Alsórajk telt 416 inwoners (2001).